# The Musical Quarterly

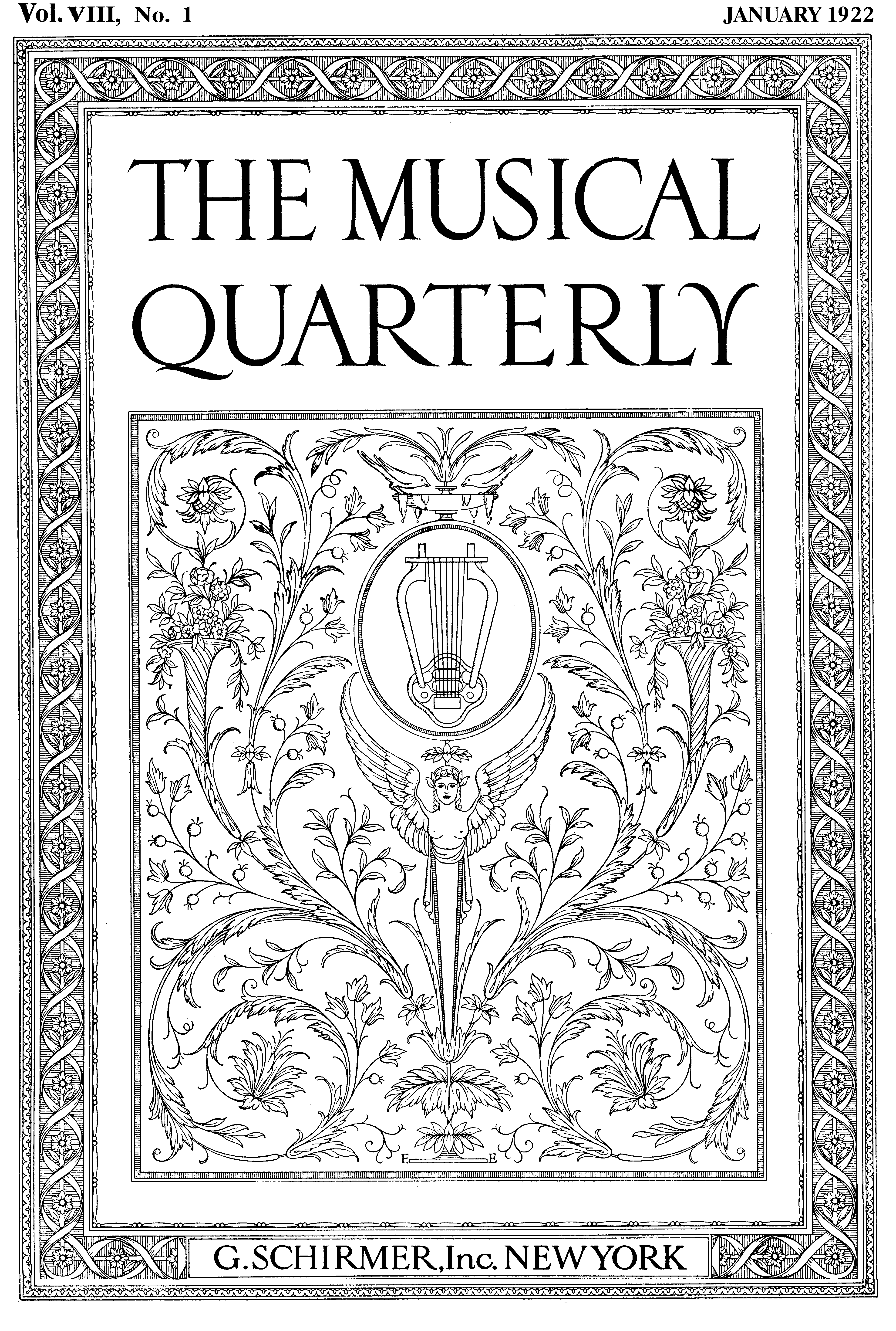
The Musical Quarterly 1922

The Musical Quarterly é uma publicação musical dos Estados Unidos da América, fundada em 1915 e publicada pela Oxford University Press.
Referências:
- ISSN: 0027-4631
- OCLC: 53165498
- LCCN: 2004-235646